# Jaciment arqueològic de Campabadal
Campabadal és un jaciment arqueològic a Bassella, (Alt Urgell), inclòs a l'Inventari del Patrimoni Arqueològic i Paleontològic de Catalunya.
Es tracta d'un jaciment a l'aire lliure encara no excavat amb diverses ocupacions al llarg de la història, amb una cronologia inicial del 33.000 ANE i situat a una finca privada de Campabadal, al costat del riu Segre.
Es descobreix i registra a una prospecció realitzada entre l'octubre i el desembre de 1986, per part del Servei d'Arqueologia de la Generalitat de Catalunya, arran de la construcció de l'actual pantà de Rialb. Els directors del projecte van ser els doctors Francesc Burjachs i Casas (en aquella època i fins al 1991, professor de la Universitat Autònoma de Barcelona i actualment investigador de l'ICREA) i Josep M. Defaus i Congost.